# Галлер, Бруно
Бруно Галлер (род. 21 октября 1946, Баден, Аргау) — швейцарский футбольный арбитр международного класса (с 1977 года); один из лучших судей в истории Швейцарского футбольного союза; в качестве главного судьи провёл в общей сложности более 60 матчей международного уровня, важнейшие из них — Суперкубок Европы (1982), финал Кубка УЕФА (1984) и Кубка обладателей кубков (1990); вершиной карьеры стало судейство в финале Чемпионата Европы (1992), — через год сорокашестилетний арбитр вышел на пенсию (1993).

## Послужной список
Квалификационный экзамен арбитра футбольных матчей сдал в 1964 году. С 1974 судил матчи высшей лиги чемпионата Швейцарии. В 1977 получил квалификацию международного арбитра и с 1978 года участвовал в жеребьёвках судей по спискам ФИФА. Начав помощником, быстро продвинулся вверх квалификационного списка и в 1982 году участвовал в ЧМ, проходившем в Испании, где судил встречу в групповом турнире «ФРГ — Чили» (4:1; 2 жёлтых карточки у Чили). В том же году судил первый из двух матчей Суперкубка Европы «Барселона — Астон Вилла» (1:0), — примечательно, что в этом матче, проходившем в Барселоне, обошлось без предупреждений, в то время как в ответном, проходившем в Бирмингеме, который судил бельгиец А. Понне́, — 10 предупреждений и три удаления.
В дальнейшем стал активным арбитром еврокубков: провёл 18 матчей в Лиге Европы, 16 — в Лиге чемпионов и 12 — в Лиге обладателей кубков; судил отборочные матчи Чемпионатов мира (1982 и 1986) и Европы (1988 и 1992), матчи европейского ЧЕ-21 (1986, 1990), а также семь дружеских матчей между национальными сборными.
Бруно Галлер был первым рефери-иностранцем, судившим два матча Бундеслиги (в 1981 и в 1982 годах).
За время судейства Бруно Галлер в 50 матчах вынес игрокам не менее 50-ти предупреждений, 4-х игроков удалял с поля и назначал пенальти не менее 12 раз.

## Инциденты в судействе
- 27 сентября 1989 года на стадионе «De Meer» в Амстердаме, во время решающего матча первого раунда Кубка УЕФА «Аякс» — «Аустрия», в дополнительное время, при счёте 1:1, болельщики «Аякса» стали бросать на поле отрезки строительной арматуры, которые встречались на трибунах ввиду проходившего ремонта; один из болельщиков, швырнув арматуру, попал в спину вратарю «Аустрии» Францу Вольфарту и якобы ранил его Архивная копия от 31 марта 2015 на Wayback Machine. Галлер решил остановить матч. В результате «Аяксу» было засчитано поражение и отстранён от игр УЕФА на два года (впоследствии мораторий был сокращён до одного года), а болельщик, бросивший железку, был приговорён к 5 месяцам тюремного заключения[7].
- 20 апреля 1988 сразу после финального свистка в полуфинале Кубка чемпионов, в матче «Реал» — ПСВ, игрок «Реала» Мичел лез в драку с судьёй Бруно Галлером, за что был дисквалифицирован на 9 туров[8].
- Перед отборочным матчем чемпионата Европы между сборными Италии и СССР, состоявшимся 13 ноября 1991 года, работавший в управлении футбола арбитр Сергей Хусаинов отвечал за приём судейской бригады (доставку из аэропорта в гостиницу, ужин и развлечения). Швейцарцы попросили сводить их в Большой театр, и Хусаинов раздобыл им билеты в директорскую ложу. В день игры он повёз судей в ресторан «У Пиросмани», где Галлер признался Хусаинову, что делегация сборной Италии предлагала ему взятку в размере «75 тысяч» в обмен на помощь в матче. Хусаинов растерялся, сказав, что у советской команды нет возможности «перебить» предложение итальянцев, но Галлер пообещал, что матч пройдёт нормально. Ничья 0:0 вывела сборную СССР в финальную часть чемпионата Европы[9].
- После финала Чемпионата Европы 1992, в котором Дания выиграла у Германии со счётом 2:0, Галлера упрекали в том, что он не остановил игру после нарушения во время атаки датчан, из-за чего последовал первый гол, а также не назначил пенальти датчанам за игру рукой. На обвинения Галлер ответил, что в первом случае игру не остановил, потому что буквально перед этим он не стал штрафовать немцев за такое же мелкое нарушение, а во втором случае был и остаётся уверен, что игры рукой не было — датский игрок сыграл грудью или подбородком[10].